# 舍万库尔
舍万库尔（法語：Chevincourt，法語發音：[ʃəvɛ̃kuʁ]）是法国瓦兹省的一个市镇，属于贡比涅区。

## 地理
舍万库尔（49°30'19"N, 2°50'38"E）面积8.12 平方千米，位于法国上法蘭西大區瓦兹省，该省份为法国北部内陆省份，北起索姆省，西接厄尔省和滨海塞纳省，南至塞纳-马恩省和瓦兹河谷省，东临埃纳省。
与舍万库尔接壤的市镇（或旧市镇、城区）包括：卡内克唐库尔、埃兰库尔-圣玛格丽特、马什蒙、马河畔马雷、梅利科克。

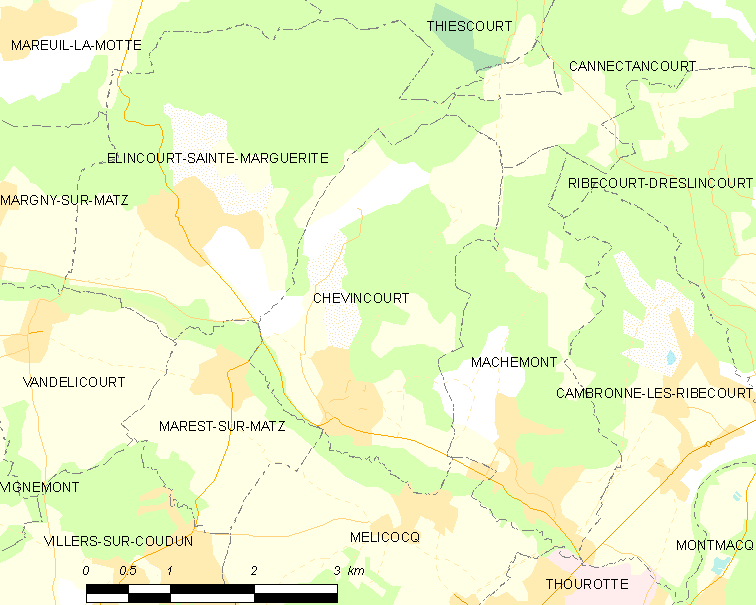
舍万库尔的OSM定位图

舍万库尔的时区为UTC+01:00、UTC+02:00（夏令时）。

## 行政
舍万库尔的邮政编码为60150，INSEE市镇编码为60147。

## 政治
舍万库尔所属的省级选区为图罗特县。

## 人口

1962-2008年间舍万库尔人口变化图示

舍万库尔于2022年1月1日时的人口数量为782人。